# Lamprospilus lanckena
Lamprospilus lanckena is een vlinder uit de familie van de Lycaenidae. De wetenschappelijke naam van de soort werd als Thecla lanckena in 1902 gepubliceerd door William Schaus.

## Synoniemen
- Thecla normahal Schaus, 1902